# Smart voting
Smart voting – rodzaj projektów realizowanych przez organizacje zajmujące się monitorowaniem działań podejmowanych przez osoby pełniące funkcje publiczne.

## Historia
Jedną z pierwszych organizacji, działających w obszarze smart voting był Project Vote Smart, założony w 1992 r. przez 40 przywódców narodowych wśród których znaleźli się: Barry Goldwater, John McCain, Gerald Ford i Jimmy Carter.

## Kultura obywatelska
Smart voting jest jednym z elementów kultury obywatelskiej, rozumianej jako:
- zaakceptowanie państwa jako wspólnego dobra
- szacunek dla prawa
- przestrzeganie zasad w życiu publicznym
- świadomość obywatelskich uprawnień i obowiązków
- gotowość i umiejętność współdziałania z innymi

## Polska
W Polsce realizowane są trzy ogólnokrajowe projekty typu smart vote:
- Mam Prawo Wiedzieć
- Masz głos, masz wybór
- MójPolityk.pl

Powstają także projekty lokalne (m.in. Skaner Obywatelski).

## Inne kraje
Projekty typu smart vote w innych krajach:
- www.smartvote.ch
- www.smartvoter.org
- www.smartvote.in
- projects.washingtonpost.com/congress/about
- www.theyrule.net